# Terrorismo no Paquistão
O terrorismo no Paquistão tornou-se um fenômeno altamente destrutivo nos últimos anos. O número anual de mortes por ataques terroristas aumentou de 164 em 2003 para 3318 em 2009, com um total de 35.000 paquistaneses mortos entre 11 de setembro de 2001 e maio de 2011. De acordo com o governo do Paquistão, os custos econômicos diretos e indiretos do terrorismo de 2000-2010 totalizam US $ 68 bilhões. O presidente Asif Ali Zardari, juntamente com o ex-presidente e ex-chefe do Exército paquistanês, Pervez Musharraf, admitiram que os trajes terroristas foram “deliberadamente criados e nutridos” por governos passados “como uma política para alcançar alguns objetivos táticos de curto prazo”. A tendência começou com as polêmicas políticas de "islamização" de Muhammad Zia-ul-Haq da década de 1980, sob as quais os conflitos foram iniciados contra o envolvimento soviético no Afeganistão. O mandato de Zia como presidente viu o envolvimento do Paquistão na Guerra soviético-afegã, o que levou a um maior influxo de muçulmanos com uma certa base ideológica (mujahideen) para as áreas tribais e maior disponibilidade de armas como a AK-47 e drogas do Crescente Dourado.
O Estado e seu Inter-Serviço de Inteligência, em aliança com a CIA, encorajaram os "mujahideen" a lutarem uma guerra por procuração contra as forças soviéticas presentes no Afeganistão. A maioria dos mujahideen nunca foi desarmada depois que a guerra terminou no Afeganistão.
Desde o verão de 2007 até o final de 2009, mais de 1.500 pessoas foram mortas em suicídio e outros ataques contra civis por razões atribuídas a uma série de causas - violência sectária entre muçulmanos sunitas e xiitas; fácil disponibilidade de armas e explosivos; a existência de uma "cultura Kalashnikov"; um afluxo de muçulmanos orientados ideologicamente baseados no Paquistão ou perto dele, que se originaram de várias nações ao redor do mundo e a guerra subsequente contra os afegãos pró-soviéticos nos anos 1980 que voltou ao Paquistão; a presença de grupos insurgentes islâmicos e forças como o Talibã e Lashkar-e-Taiba.

## Causas
Depois da imposição da lei marcial em 1958, a situação política do Paquistão mudou de repente e depois vivenciou um comportamento ditatorial em diferentes níveis que apareceram na função pública, no exército e nas forças políticas ou Zamindars (proprietários criados pelos britânicos) que reivindicavam poder, provavelmente porque os britânicos originalmente não consideravam o Paquistão um Estado independente, mas não queriam intervir; essa tendência continuou até o século 21, quando, finalmente, os EUA persuadiram o general Pervez Musharraf a realizar eleições. Outras causas, como a rivalidade política e as disputas comerciais, também se contribuíram. Estima-se em 2005 que mais de 4.000 pessoas haviam morrido no Paquistão nos últimos 25 anos devido a conflitos sectários. [7] O terrorismo no Paquistão se originou com o apoio à guerra soviética no Afeganistão e a subseqüente guerra civil que continuou por pelo menos uma década. O conflito trouxe numerosos combatentes de todo o mundo para o sul da Ásia em nome da jihad. Os combatentes mujahideen foram treinados por forças armadas do Paquistão, pela CIA americana e por outras agências de inteligência ocidentais que realizaram atividades insurgentes dentro do Afeganistão bem depois que a guerra terminou oficialmente.

## Guerra ao terrorismo
A Guerra ao Terror no Paquistão, no pós 11 de setembro, teve dois principais elementos: as batalhas do governo com frupos jihadistas banidas após os ataques em Nova Iorque, e a perseguição dos EUA à Al-Qaeda, geralmente (mas nem sempre) em cooperação com as forças paquistanesas. Outro importante fator para o terrorismo é o extremismo religioso que os chamados mullahs e molvees injetam na mente de pessoas inocentes e também nas políticas do Gen. Musharaf, por exemplo. O assassinato de Akbar Bugdi por lal Masjid também é também uma das razões que explicam o terrorismo no Paquistão. Em 2004, a armada paquistanesa lançou a perseguição de membros da Al-Qaeda na montanhosa área de Waziristan, na fronteira afegã, embora céticos questionem a sinceridade desta perseguição. Confrontos irromperam em um conflito de baixo nível entre militantes islâmicos e tribos locais, provocando a Guerra de Waziristan. Uma trégua de curta duração conhecida como o acordo de Waziristan foi negociado em setembro de 2006. Esta trégua foi quebrada pelo Taliban. Eles desvirtuaram as condições de trégua que levaram ao aborrecimento do governo paquistanês e das forças armadas, os quais lançaram uma operação militar conhecida como operação "Rah-e-rast" contra o Talibã, com o propósito de limpar a área do Taliban.
Em 2012, a liderança paquistanesa procurou soluções para lidar com a ameaça do terrorismo e, em 2013, os partidos políticos chegaram por unanimidade a uma resolução, na segunda-feira dia 9 de setembro de 2013, na Conferência de Todos os Partidos (APC), afirmando que a negociação com os militantes deveria prosseguir como sua primeira opção no combate ao terrorismo.
No entanto, todas as tentativas de colocar os militantes na mesa pareciam fracassar enquanto os ataques terroristas continuavam. No final de 2013, portanto, a liderança política no Paquistão deu sinal verde para uma operação militar contra os terroristas, a qual foi nomeada Operação Zarb-e-Azb. A Operação Zarb-e-Azb é uma ofensiva militar conjunta conduzida pelas Forças Armadas do Paquistão contra vários grupos militantes, incluindo o Tehrik-i-Taliban Paquistão (TTP), Lashkar-e-Jhangvi, Jundallah, Al-Qaeda, o Movimento Islâmico do Turquestão Oriental (ETIM), o Movimento Islâmico do Uzbequistão (IMU) e a rede Haqqani [carece de fontes?]. A operação foi lançada pelas Forças Armadas do Paquistão, em 15 de junho de 2014, no Waziristão do Norte (parte das Áreas Tribais Administradas Federalmente ao longo da fronteira com o Afeganistão), em esforço renovado contra a militância na vigília do ataque de 8 de junho no Aeroporto Internacional de Jinnah, em Karachi, para o qual o TTP e o IMU reivindicaram a responsabilidade [carece de fontes?]. Parte da guerra em curso na região noroeste do Paquistão, até 30.000 Soldados paquistaneses estão envolvidos em Zarb-e-Azb, descrita como uma "operação abrangente" para expulsar todos os militantes estrangeiros e locais que se escondem no norte do Waziristão [carece de fontes?]. A operação recebeu apoio generalizado dos setores político, de defesa e civil do Paquistão.